# Calocaris caribbaeus
Calocaris caribbaeus is een tienpotigensoort uit de familie van de Axiidae. De wetenschappelijke naam van de soort is voor het eerst geldig gepubliceerd in 1996 door Brian Frederick Kensley.